# Mesanthura frances
Mesanthura frances är en kräftdjursart som beskrevs av Kensley, Ortiz och Marilyn Schotte 1997. Mesanthura frances ingår i släktet Mesanthura och familjen Anthuridae. Inga underarter finns listade i Catalogue of Life.